# Андон Пейов
Андон (Дончо, Антон) Пейов с прякор Кефеджията е български хайдутин, четник в четата на Хаджи Димитър и Стефан Караджа.
Андон Пейов е роден в Дряново през 1838 година. През 1867 година се записва във Втората българска легия (в спомените си Михаил Греков разказва за него) където се запознава със Стефан Караджа и всички достойни и готови да се бият за родината си младежи. Подготовката, която получават там явно е била много добра и това личи от успешните битки, които четата води през 1868 година. Андон Пейов е убит или в битката при Канлъ дере или на Бузлуджа на 29 годишна възраст. В записките на Христо Македонски са споменати заловените кай воденицата край Кечи дере, но неговото име не фигурира там.